# Протоафразійська мова
Протоафразійська мова — гіпотетична мова, предок сучасних афразійських мов.